# Pływanie na otwartym akwenie na Światowych Wojskowych Igrzyskach Sportowych 2019 – 10 km kobiet

Wyścig na 10 km na otwartym akwenie kobiet był jedną z konkurencji pływackich, który odbył się podczas 7. Światowych Wojskowych Igrzyskach Sportowych na obiektach East Lake Open-Water Swimming Venue w Wuhanie w dniu 23 października 2019 roku podczas światowych igrzysk wojskowych.

## Terminarz
Wszystkie godziny podane są w czasie chińskim (UTC+08:00) oraz polskim (CEST).
| Data                      | Godzina rozpoczęcia | Godzina rozpoczęcia | Wydarzenie |
| Data                      | UTC+08:00           | CEST                | Wydarzenie |
| ------------------------- | ------------------- | ------------------- | ---------- |
| 23 października 2019(dts) | 10:00               | 18:00               | Finał      |

## Uczestniczki
Do zawodów zgłoszonych zostało 13 zawodniczek reprezentujących 8 państwa, ukończyło 11 (2  Ekwadorki przekroczyły limit czas OTL).
- Brazylia (2)
- Chiny (2)
- Ekwador (2)
- Francja (2)
- Niemcy (1)
- Polska (1)
- Ukraina (1)
- Włochy (2)

Jedno państwo mogło zgłosić do zawodów pływackich maksymalnie dwie zawodniczki. Polskę reprezentowała Justyna Burska (zajęła 11. miejsce).

## Medalistki
| Złoto                        | Srebro                     | Brąz                       |
| Ana Marcela Cunha · Brazylia | Océane Cassignol · Francja | Caroline Jouisse · Francja |

## Wyniki
| Klasyfikacja końcowa w pływaniu na otwartym akwenie kobiet - 10 km | Klasyfikacja końcowa w pływaniu na otwartym akwenie kobiet - 10 km | Klasyfikacja końcowa w pływaniu na otwartym akwenie kobiet - 10 km | Klasyfikacja końcowa w pływaniu na otwartym akwenie kobiet - 10 km | Klasyfikacja końcowa w pływaniu na otwartym akwenie kobiet - 10 km | Klasyfikacja końcowa w pływaniu na otwartym akwenie kobiet - 10 km |
| Miejsce                                                            | Zawodniczka                                                        | Reprezentacja                                                      | Czas                                                               | Strata                                                             | Uwagi                                                              |
| ------------------------------------------------------------------ | ------------------------------------------------------------------ | ------------------------------------------------------------------ | ------------------------------------------------------------------ | ------------------------------------------------------------------ | ------------------------------------------------------------------ |
| 01 !                                                               | Ana Marcela Cunha                                                  | Brazylia                                                           | 2:06:08,5                                                          |                                                                    |                                                                    |
| 02 !                                                               | Océane Cassignol                                                   | Francja                                                            | 2:06:08,7                                                          | +0,2                                                               |                                                                    |
| 03 !                                                               | Caroline Jouisse                                                   | Francja                                                            | 2:06:14,5                                                          | +6,0                                                               |                                                                    |
| 4.                                                                 | Yan Siyu                                                           | Chiny                                                              | 2:06:14,9                                                          | +6,4                                                               |                                                                    |
| 5.                                                                 | Dong Fuwei                                                         | Chiny                                                              | 2:06:23,2                                                          | +14,7                                                              |                                                                    |
| 6.                                                                 | Alisia Tettamanzi                                                  | Włochy                                                             | 2:06:47,3                                                          | +38,8                                                              |                                                                    |
| 7.                                                                 | Jeannette Spiwoks                                                  | Niemcy                                                             | 2:06:49,4                                                          | +40,9                                                              |                                                                    |
| 8.                                                                 | Krystyna Pancziszko                                                | Ukraina                                                            | 2:07:42,8                                                          | +1:34,3                                                            |                                                                    |
| 9.                                                                 | Betina Lorscheitter                                                | Brazylia                                                           | 2:08:38,0                                                          | +2:29,5                                                            |                                                                    |
| 10.                                                                | Alice Franco                                                       | Włochy                                                             | 2:15:30,8                                                          | +9:22,3                                                            |                                                                    |
| 11.                                                                | Justyna Burska                                                     | Polska                                                             | 2:23:23,2                                                          | +17:14,7                                                           |                                                                    |
| -                                                                  | Collaguazo de la Torre                                             | Ekwador                                                            | DNF OTL                                                            | DNF OTL                                                            | DNF OTL                                                            |
| -                                                                  | Dayana Elizabeth Morales Herrera                                   | Ekwador                                                            | DNF OTL                                                            | DNF OTL                                                            | DNF OTL                                                            |

Źródło: